# معركة أم قصر
معركة أم قصر و هي أول مواجهة عسكرية في حرب العراق.كان ميناء أم قصر اولى الاهداف في بداية الحرب. في 21 آذار/مارس 2003، عندما تقدمت قوات التحالف في جنوب العراق، استولت قوة إنزال برمائية على منطقة ميناء أم قصر الجديدة. وقد أبدت القوات العراقية في بلدة أم قصر القديمة مقاومة قوية بشكل غير متوقع، مما استلزم قتالًا عده أيام قبل احتلال المنطقة وإيقاف المدافعين. وأعلن عن احتلال الميناء وتأمينه وأعيد فتحه في 25 آذار/مارس 2003.

## خلفية
تتكون أم قصر من بلدة مكتظة بالسكان متصلة بميناء، ويبلغ عدد سكانها 43,000 نسمة. وكان الميناء اهمية كبيرة خلال الحرب العراقية الإيرانية. بعد انتفاضة البصرة في عام 1991، قرر الرئيس الراحل صدام حسين معاقبة البصرة بتركيز التنمية على أم قصر.[وفقًا لِمَن؟] بحلول عام 2003، كانت لديها ميناء حديث مع مرسى كبير وقناة يمكن أن ترسو السفن التي تجوب المحيطات. وقد تعاملت مع 3500 طن من المساعدات الإنسانية والنفط مقابل الغذاء الذي نظمته الأمم المتحدة كل يوم في أثناء الحصار على العراق بعد معركة أم المعارك/حرب الخليج الثانية.
أسندت مهمة الأستيلاء على أم قصر إلى مشاة البحرية الأمريكية من وحدة الاستطلاع الخامسة عشر التابعة لمشاة البحرية، التي كانت تحت إمرة العميد جيم دوتون.
كان هناك تقرير مخابراتي أن دبابات تي-72 عراقية من فرقة المدينة التابعة للحرس الجمهوري، قد شودهت وهي تقطع أم قصر عن الطرق الرئيسية في البصرة وصفوان، لذلك قامت مشاة البحرية الأمريكية المحتلة بفرز وحدة مدرعة إلى وحدة الاستطلاع الخامسة عشر التابعة لمشاة البحرية في حال ما إذا أثبتت المعلومات الاستخبارية أنها صحيحة.

## المعركة
نفذ الهجوم في 21 مارس/اذار وحدة المشاة البحرية الخامسة عشر وسرب المهندسين المدرعين البريطاني السادس والعشرين. تعرضت قافلة مشاة البحرية الامريكية المكونة من 20 مركبة، لنيران اسلحة خفيفة وقذائف هاون عراقية، مما اجبر السرية الرائدة على طلب نيران الدعم من المدفعية الملكية، التي نجحت قذائفه في النهاية بتحيبد مواقع الهاون، انسحب المشاة البحرية الامريكية لقربهم الشديد من الهدف وبعد 3 او 4 ساعات، واصلة وحدة المشاة البحرية الخامسة عشر تقدمها نحو ام قصر.
دخل مشاة البحرية الأمريكية المدينة وتوجهوا نحو الميناء. كانت هناك اشتباكات متفرقة بأسلحة خفيفة من الجنود العراقيين، ولكن لم تكن هناك مقاومة منظمة، واستسلم نحو 200 جندي عراقي. في وقت لاحق من ذلك اليوم، تصاعدت عمليات القنص من قبل القوات العراقية، مما أسفر عن مقتل جندي من مشاة البحرية.
أعلن وزير الدفاع الأمريكي دونالد رامسفيلد في مؤتمر صحفي في البنتاغون أن ميناء أم قصر أصبح أمن، وفي 22 مارس، تحرك مشاة البحرية الأمريكية، بعد أن اعتقدوا أن المدينة لم تعد تشهد مقاومة، نحو منطقة الميناء، حيث قاموا بتطهير خطوط السكك الحديدية والمناطق الصناعية.
في صباح 23 مارس، تعرضت دورية أمريكية قرب المدينة لإطلاق نار من قناصة عراقيين. وخلال تبادل إطلاق النار، لاحظت الدورية تحركات لقوات عراقية باتجاه أحد المستودعات في المنطقة الصناعية، فاستدعت دبابات قامت بقصف المواقع العراقية. وقد حال إطلاق كثيف للرشاشات وقذائف RPG دون تقدم مشاة البحرية لتحديد الأهداف بدقة، فتم استدعاء دعم جوي. واستجابت طائرتان من نوع هارير تابعتان لسلاح الجو الملكي البريطاني، ونفذتا غارات جوية على المباني التي يحتلها العراقيون. هدأ إطلاق النار من الرشاشات، لكن القنص من داخل المدينة تصاعد، واستمرت المعارك حتى الليل دون تقدم يُذكر للقوات الأمريكية. وفي الأثناء، ألقت فرق Navy SEALs وSWCC القبض على العشرات من العراقيين من قوارب مهجورة في الممرات المائية القريبة من أم قصر. وذكر مسؤولون أمريكيون أنه لم يتضح ما إذا كان هؤلاء أسرى حرب يحاولون الفرار من القتال، أم أنهم عناصر كوماندوز يخططون لهجمات حرب عصابات ضد القوات الأمريكية والبريطانية في المنطقة. وبعد تنفيذ عدة عمليات استهدفت مواقع محددة من قبل فرق SEALs وSWCC، تم القضاء على المقاومة المتبقية.
لاحقاً، سلمت فرق SEALs وSWCC الأسرى العراقيين المتبقين إلى عناصر مشاة البحرية الملكية البريطانية في أم قصر للاحتجاز.

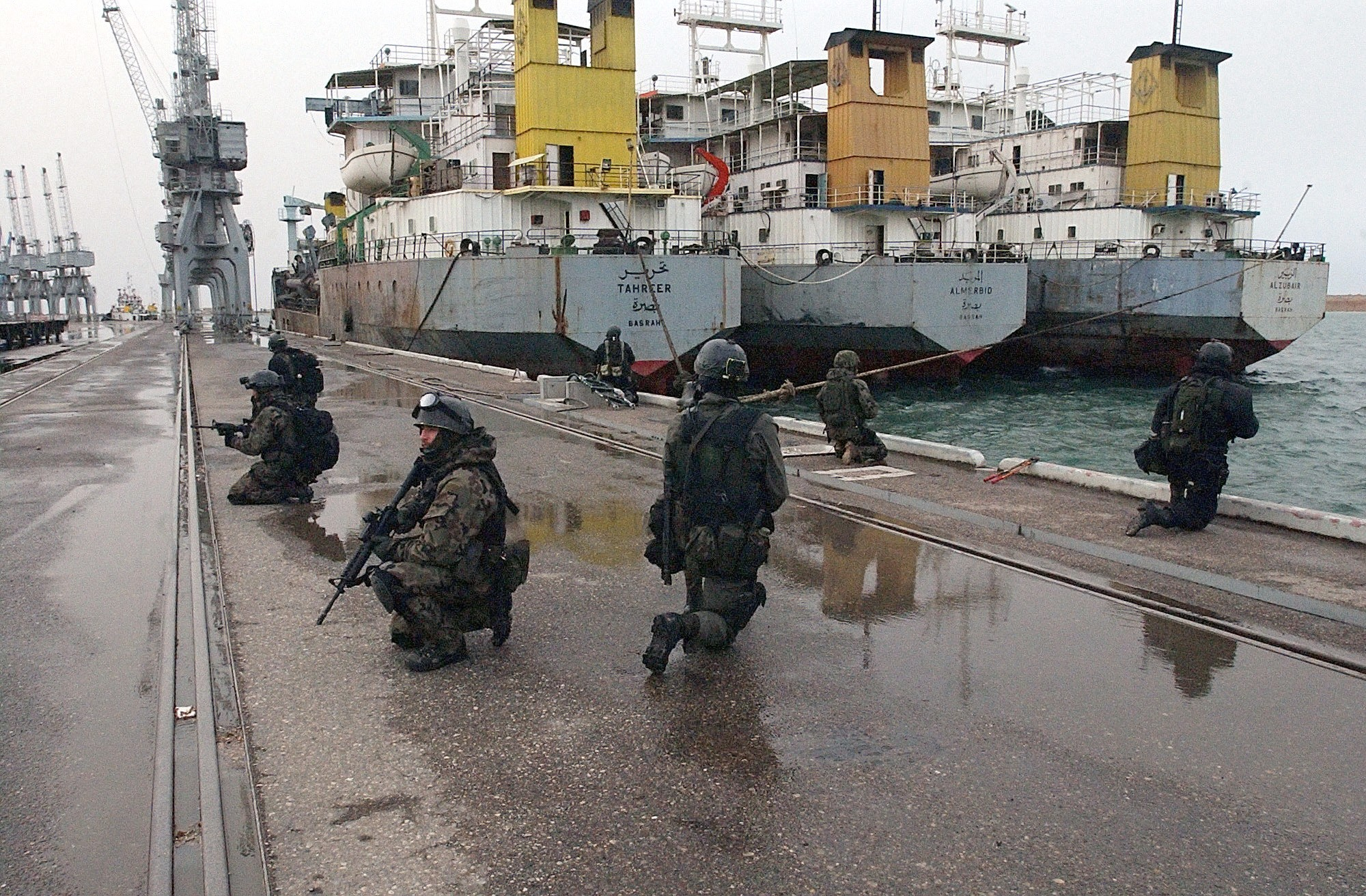
قوات كوماندوز GROM البولندية الخاصة في ميناء أم قصر، 28 مارس 2003

كان العميد داتون يعلم أن الوحدة 15 التابعة للبحرية الأمريكية بحاجة إلى مزيد من الوقت، لكنها كانت مجدولة للالتحاق بـقوة المشاة البحرية الأولى خلال يومين، لذا قرر استبدال الوحدة، على أن تتولى 42 كوماندو المهمة. وفي ليلة 24 مارس، قامت السرية M التابعة لـ42 كوماندو بدوريات في المدينة والميناء وسط إطلاق نار متقطع، وقامت بتطهير مقر حزب البعث في وسط المدينة. وفي اليوم التالي، قامت دورية أخرى بتطهير مواقع دفاعية عراقية، لتكتشف أن القوات العراقية قد انسحبت من المدينة.

## توابع المعركة
عقب الاستيلاء على المدينة والميناء، قامت وحدة من HM-14 وفريق إزالة الألغام البحري الخاص الأول التابع للبحرية الأمريكية بتطهير الممر المائي من الألغام وأُعيد فتحه. وباستخدام زوارق مطاطية صلبة الهيكل، ساعد أفراد طاقم قوارب القتال الخاصة (SWCC) من وحدة القوارب الخاصة 20 (SBT 20) في السيطرة على مدينة أم قصر المينائية العراقية، مع توفير الحماية اللاحقة للقوة في الميناء. ومع خضوع المياه لحماية قوات التحالف، أدت وحدات SBT 20 دورًا حيويًا في تأمين محطات تسليم النفط على طول الخليج وسط حقول الألغام البحرية الكثيفة. ولعبت أم قصر دورًا مهمًا في شحن المساعدات الإنسانية إلى المدنيين العراقيين.
قامت كاسحات ألغام التحالف ،(بماساعدة الغواصين)، وطائرات MH-53E التابعة للبحرية الأمريكية، بالإضافة إلى استخدام الدلافين المدربة، بتحديد مدخل الميناء وتطهيره من الألغام، مما سمح لسفينة آر إف إيه سير غالهيد بالرسو بعد عدة أيام. وكانت أول كاسحة ألغام وصلت هي إتش إم إس بروكلسبي التي عثرت على 80 لغمًا من نوع مانتا كانت مزروعة قرب ممر الشحن، وقد تم تدميرها في تفجير محكوم.

## وصلات خارجية
- Tough battle for Umm Qasr (BBC)
- Battle for hearts and minds at Umm Qasr (BBC)
- The Battle for Umm Qasr